# Come mio fratello
Come mio fratello ( titolo orig. Am Beispiel meines Bruders) è un romanzo semi-autobiografico dello scrittore tedesco Uwe Timm, pubblicato nel 2003.
L'autore narra la propria esperienza, e quella della sua famiglia, nella Seconda Guerra Mondiale, raccontando la storia e il rapporto col fratello, il protagonista, un caporale delle SS ucciso in Russia nel 1943. La morte del fratello di Timm, più vecchio dello scrittore di 16 anni, è l'occasione per un ripensamento oltre che dell'esperienza personale, anche una riflessione e rielaborazione del passato nazista.
Come in A voce alta - The Reader di Bernhard Schlink, il conflitto generazionale tra figli e genitori, incapaci di rivedere criticamente il proprio passato durante gli anni della dittatura di Hitler, è un tema importante del racconto, reso evidente attraverso il rapporto freddo di Timm stesso col padre. Tim cerca una risposta alla domanda: «come si è arrivati alla guerra in cui ho perso mio fratello».

## Trama
La famiglia Timm vive ad Amburgo, con 3 figli, durante il conflitto mondiale: Hanne Lore (nata nel '22), Karl-Heinz (nato nel '24), Uwe (nato nel '40). 
Nel '42, a 18 anni, Karl-Heinz diventa un volontario nella parte militare delle "Squadre di Protezione", nota con il nome di Waffen-SS ("SS Combattenti"). 
Giunto nella divisione Totenkopf, unità di élite, viene inviato al fronte orientale dove, nonostante il divieto, scrive un diario, in cui riporta le sue esperienze. 
Dopo 6 mesi è gravemente ferito, muore nel settembre '43.
Anni dopo la morte dei suoi familiari - i quali tendevano a evitare di parlare della guerra - lo scrittore tedesco Uwe Timm riprende tutte le lettere scritte dal padre e dal fratello Karl Heinz, mentre combatte in Ucraina, luogo dove muore. 
Attraverso documenti autentici cerca di ricostruire quali sono state le responsabilità dei tedeschi nell'attuazione del genocidio degli ebrei. 
Tale riflessione avviene tramite il racconto della sua esperienza familiare, simbolo di tutte quelle famiglie che hanno perso i propri cari durante la guerra.

## Intenzione
Le seguenti domande occupano Uwe Timm: 
Perché il fratello non aspettò l'ordine di entrare nell'esercito? 
Perché entrò come volontario? 
Quanto si è macchiato, come membro delle SS? 
Perché il padre lo ha presentato, costantemente, come un modello? 
Inoltre, vuole scoprire se suo fratello ha agito con convinzione o da opportunista.
Tuttavia l'interesse principale è quello di smentire i miti giustificativi, nati specialmente in alcune frange estremiste delle forze armate tedesche. 

## Personaggi
I personaggi principali di Come mio fratello sono il fratello Karl Heinz e il padre. 
Attorno a essi ruotano la madre, la sorella, lo scrittore-narratore, Uwe Timm, alcuni ufficiali delle SS. 
Questi ultimi vengono citati solo nel diario scritto da Karl Heinz, a cui l'autore fa più volte riferimento, durante la narrazione.

## Genere letterario
Come mio fratello appartiene a una categoria di scritti in tedesco definita 'Familienroman': il più celebrato esempio è 'I Buddenbrook', di Thomas Mann.
Anche nell'opera di Timm il centro, attraverso cui ruota l'azione, è la famiglia. 
In Timm la storia della propria famiglia serve per smentire che solo il Führer e le SS sono responsabili delle atrocità contro gli ebrei. 
Per tale motivo, fin dal titolo ('Facendo l'esempio di mio fratello', nell'originale titolo tedesco) Uwe Timm opera una generalizzazione: il fratello Karl Heinz diventa simbolo di chi ha dato la propria vita per la supremazia della razza ariana. 

## Analisi
L'autore non ha alcuna intenzione di giustificare quanto avvenuto durante la seconda guerra mondiale: l'esempio della morte di Karl Heinz sul fronte orientale diviene occasione per denunciare i crimini commessi.
"Come mio fratello" è anche un modo per cercare di rappacificarsi con l'educazione impartitagli dal padre, che (in modo tutt'altro che nascosto) preferiva il fratello di Uwe.

## Edizioni
- Am Beispiel meines Bruders, Köln, Kiepenheuer & Witsch, 2003,  p. 158, ISBN 3-462-03320-4.
- Come mio fratello, traduzione di Margherita Carbonaro, Collana Scrittori italiani e stranieri, Milano, Mondadori, 2005,  p. 139, ISBN 978-88-045-4805-8. - Collana Oscar Scrittori Moderni, Milano, Mondadori, 2007, ISBN 978-88-045-6786-8.
- Come mio fratello, trad. riveduta di Margherita Carbonaro, Collana La memoria n.1259, Palermo, Sellerio, 2023, ISBN 978-88-389-4471-0.